# Mauveină
Mauveina, denumită și violet de anilină, este un compus organic, fiind unul dintre primii coloranți artificiali sintetizați. A fost descoperit întâmplător de William Henry Perkin în 1856, în timp ce încerca să sintetizeze chinină, un compus antimalaric. Este, de asemenea, printre primii coloranți chimici care au fost produși în masă.